# 德里克峰
80°4′S 156°23′E / 80.067°S 156.383°E
德里克峰（英語：Derrick Peak）是南極洲的山峰，位於奧次地，處於約翰斯頓嶺北端以西6公里的哈瑟頓冰川南部，海拔高度2,070米，現時由南極條約體系管理。